# Snyltrotsväxter
Snyltrotsväxter (Orobanchaceae) är en familj med trikolpater som omfattar ungefär 2100 arter i knappt 100 släkten. De förekommer i hela världen och i Sverige finns ett flertal släkten representerade. Många av dessa har tidigare förts till flenörtsväxterna (Scrophulariaceae), men genetisk forskning har visat att de hör hemma bland snyltrotsväxterna. Många snyltrotsväxter är parasiter eller halvparasiter.